# Acanthemblemaria hancocki
Acanthemblemaria hancocki е вид лъчеперка от семейство Chaenopsidae.

## Разпространение
Видът е разпространен в Еквадор, Колумбия, Коста Рика, Никарагуа, Панама, Салвадор и Хондурас.